# Helene Heymann (Richterin)
Helene Heymann/bis 1976: Helene Kleine (5. Juli 1917 – 1995 o. 1996) war eine Richterin am Obersten Gericht der DDR. Sie war an der Verhängung von Todesurteilen beteiligt, wofür sie 1995 verurteilt, aber nicht bestraft wurde.

## Leben

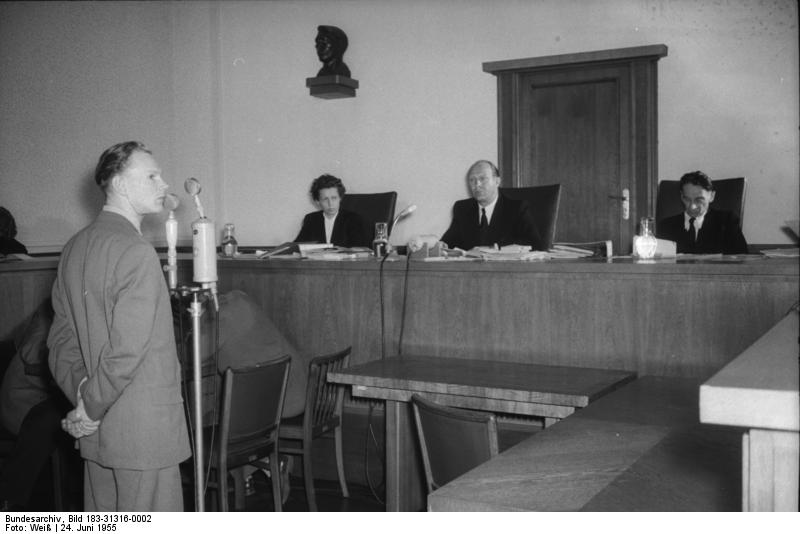
Helene Heymann (damals Kleine) sitzt unter der Büste, rechts davon Gerichtspräsident Kurt Schumann und anderer Beisitzer Hans Rothschild. Im Vordergrund steht Joachim Wiebach, der hier im RIAS-Prozess Angeklagte und später zum Tode verurteilte. (24. Juni 1955)

Sie nahm 1946 an einem Volksrichterlehrgang teil. Ein halbes Jahrzehnt später wurde sie Mitglied des Obersten Gerichts der DDR. In den Schauprozessen Gehlen und RIAS war sie als Beisitzerin an der Verhängung von Todesurteilen beteiligt. 1976 heiratete sie und nahm dabei den Nachnamen Heymann an. 1977 wurde sie pensioniert.
Das Landgericht Berlin verurteilte Heymann 1995 zu fünf Jahren Haft. Sie ging in Berufung und starb 79-jährig vor dem Urteil der nächsthöheren Instanz.